# Stenkumla församling
Stenkumla församling är en församling som utgör ett eget pastorat i Medeltredingens kontrakt i Visby stift i Svenska kyrkan. Församlingen ligger i Gotlands kommun i Gotlands län.

## Administrativ historik
Församlingen har medeltida ursprung.
Församlingen har sedan 1500-talet till 2010 varit moderförsamling i pastoratet Stenkumla, Västerhejde och Träkumla, som mellan den 1 maj 1920 och 1962 också omfattade församlingarna Vall, Hogrän och Atlingbo. 2010 uppgick Träkumla församling och Västerhejde församling i Stenkumla församling, som fram till dess bildat ett gemensamt pastorat.

## Kyrkor
- Stenkumla kyrka
- Träkumla kyrka
- Västerhejde kyrka